# Saint-Genest-Lerpt
Saint-Genest-Lerpt är en kommun i departementet Loire i regionen Auvergne-Rhône-Alpes i centrala Frankrike. Kommunen ligger i kantonen Saint-Étienne-Nord-Ouest-2 som tillhör arrondissementet Saint-Étienne. År 2022 hade Saint-Genest-Lerpt 6 182 invånare.

## Befolkningsutveckling
Antalet invånare i kommunen Saint-Genest-Lerpt
| Referens: INSEE |